# Graafschap Forcalquier

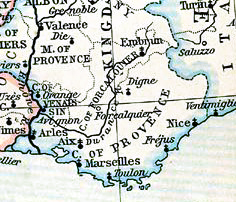
Forcalquier, tussen de mark Provence en het graafschap Provence

Het graafschap Forcalquier was een graafschap in de Provence rond de stad  Forcalquier, oorspronkelijk ook genoemd naar de stad Sisteron, de hoofdplaats van het vorstendom (door de Romeinen Forum Nemnls genoemd, en in de middeleeuwen Forum Calcearium). Het omvatte de streek tussen de Durance, de Isère en de Alpen en kwam dus overeen met het grootste deel van Opper-Provence, of West-Provence.
Na ineenstorting van de Karolingische heerschappij in de 10e eeuw, vormde de Provence een eigen vorstendom waarvan het bestuur was overgelaten aan een plaatselijke familie die de verdediging van de regio tegen invasies door de moslims had geleid en hen uiteindelijk had verdreven. De regels voor erfopvolging voorzagen in gezamenlijke eigendom dus er werd steeds met meerdere personen bestuurd. Aan het einde van die eeuw waren er nog twee gravinnen, beide weduwe, Adelheid van Forcalquier en Gerberga van Provence. Tussen 1090 en 1152 vond een scheiding van het grondgebied plaats tussen de beide familietakken. Een andere scheiding vond plaats tussen de huizen van Toulouse en Barcelona in 1125. Barcelona deed afstand van de rechteroever van de Rhône en van de oeverrechten van de Durance.

## Heersers
In 1054 werd het afgesplitst van  het graafschap Provence door graaf Godfried ten voordele van zijn neven Willem-Bertrand (II) en Godfried (II). Beide broers regeerden gezamenlijk over het graafschap, maar vermoedelijk onderscheidden ze zich van elkaar, de ene door de titel van graaf van Nice en de andere door de titel van graaf van Forcalquier. Godfried van Forcalquier, die gehuwd was met Dulcia, stierf in 1098 zonder nakomelingen. Zijn broer Bertrand was al 4 jaar eerder overleden, en had met zijn echtgenote Adelheid, zuster van Gwijde van Cavenez, eerste  graaf van Valpergue, een dochter, eveneens Adelheid geheten. Deze huwde met graaf Ermengald IV van Urgel. Hierdoor kwam het graafschap Forcalquier terecht bij het huis van deze laatste. Hij had één zoon, die Willem I van Forcalquier werd.
Ondertussen was het bestuur van de Provence overgegaan in handen van het huis van Barcelona en werd het vanuit Catalonië geregeerd door Alfons II van Aragón (zie Kroon van Aragón). Willem II, zoon van Bertrand I van Forcalquier, kleinzoon van Willem I, raakt verwikkeld in een strijd met Alfons II. Deze strijd mondde uit in een verdrag dat in 1198 werd afgesloten in Aix. Daarin was onder meer voorzien in een huwelijk van de kleindochter van Willem II, Gersindis met  Alfons II van Provence, jongere zoon van koning Alfons II van Aragón, waarbij Gersindis het graafschap Forcalquier onder haar hoede kreeg. Willem zelf behield wel de eigendom. Willem raakte nadien in onmin met zijn schoonzoon  Alfons II, en schonk aan Beatrix van Forcalquier, de jongere zuster van Gersindis, een groot deel van het graafschap, namelijk Gapenois en Embrunois. Zij was getrouwd Andreas van Bourgondië. 
Na Willems dood werd het graafschap Forcalquier weer ingelijfd bij Provence. Willem, een zoon van Guiraud van Sabran en zijn vrouw, Adelheid, de zus van Willem II, maakte nog aanspraken op het graafschap en nam de wapens op tegen de graaf van Provence. In een arbitrage van 1220 werden Willem bepaalde gebieden toegewezen en andere aan Guiraud. Willem bleef vervolgens de titel van graaf van Forcalquier verder dragen.

## Bewoners
De Provence kent van oudsher het houden van schapen, het kweken van olijven en wijndruiven en het vervaardigen van aardewerk als manieren om in het levensonderhoud te voorzien. De bevolking is van oorsprong afkomstig uit vele windrichtingen en heeft onder veel verschillende heersers geleefd. Er is een eigen cultuur ontwikkeld die door de eeuwen heen bewaard is gebleven.